# 프랭클린 템플턴 인베스트먼츠

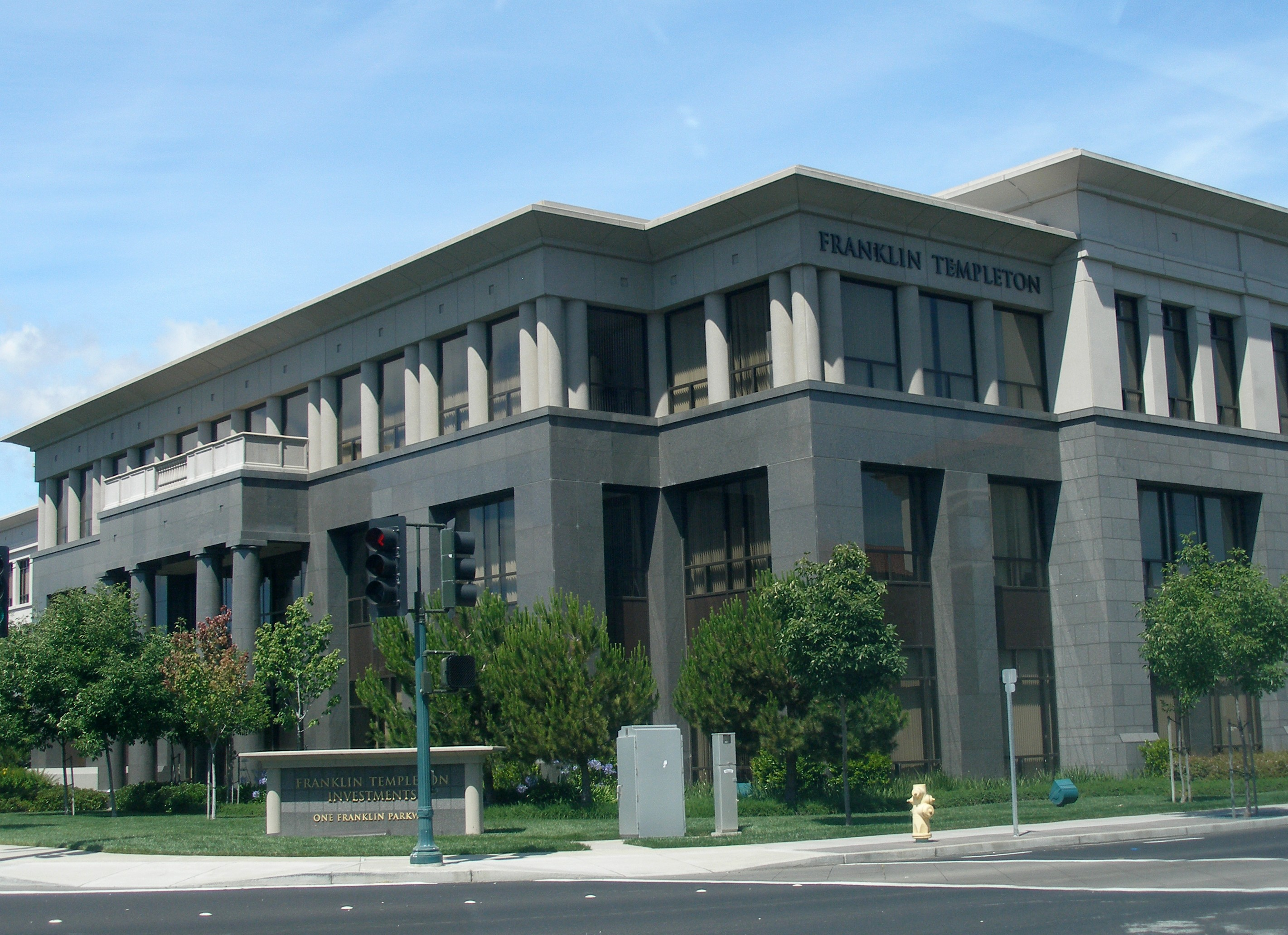
샌 마테오에 있는 프랭클린 템플턴의 본사.

프랭클린템플턴 인베스트먼츠(다른 말로 프랭클린 리소시즈,  Franklin Templeton Investments, Franklin Resources Inc.)는 미국의 투자금융 회사이다. 1947년 뉴욕주에서 설립되었다.
뉴욕 증시에는 티커 약자 "BEN"으로 등록되어 있다. 이 회사의 창립자인 찰스 바트렛 존슨이 벤저민 프랭클린을 존경했기 때문에 벤저민(Benjamin)에서 앞글자 석 자를 따온 것이라고 한다. 1973년 본사를 뉴욕에서 캘리포니아주 샌 마테오로 옮겼다.

## 설명
이 회사는 보수적으로 운용되는 뮤추얼 펀드에 전문화되어 있다. 프랭클린, 템플턴, 뮤추얼 시리즈, 피듀시어리 브랜드 하에 펀드를 팔고 있다. 다른 대형 투자 회사와 마찬가지로 이 회사는 여러 다양한 종류의 펀드 상품을 판매하고 있다. 전통적으로 프랭클린 브랜드 하의 채권형 펀드 및 템플턴 브랜드 하의 해외 펀드, 그리고 뮤추얼 시리즈 브랜드 하의 밸류 펀드(value fund, 가치 투자형)가 비교적 인기가 있다.

## 역사
1992년 10월, 프랭클린(Franklin) 사는 템플턴, 갤브레이스 & 한스버거 Ltd. (Templeton, Galbraith & Hansberger Ltd.) 사를 인수 합병했다. 각 사의 이름을 딴 "프랭클린 템플턴" 사가 탄생했다. 1996년 11월, 뮤추얼 시리즈라는 브랜드의 펀드를 취급하던 하인 시큐리티즈 코포레이션(Heine Securities Corporation)도 프랭클린 템플턴에 합병됐다. 2000년 10월, 프랭클린 템플턴은 캐나다에 진출하기 위해 비셋 펀즈를 인수 합병했다. 비셋 펀즈는 프랭클린 템플턴의 캐나다 지역 브랜드로 남았다. 피듀시어리 트러스트 컴패니 (사)도 2001년 4월 프랭클린 템플턴에 인수 합병되었다.
피듀시어리 트러스트 사는 9•11 테러 당시 세계 무역 센터 제 2 타워에 약 650명의 직원을 출근시키고 있었다. 87명의 직원이 사망하였다.
2013년 9월 30일 현재, 프랭클린템플턴은 약 8443억 미국 달러 가량의 자산을 전 세계적으로 운용하고 있다. 2007년 4월, 프랭클린 리소시즈는 포춘 500 목록에서 445위를 차지하였으며, 유가증권 분야 회사 중에서는 7위를 기록하였다.
USA 투데이는 25년간 수익률 기준으로 프랭클린템플턴 사의 주식(BEN)을 투자할 만한 주식 목록에 올리기도 하였다. 이 주식은 1982년 이래로 64,224% 상승하였다.
이 회사는 테니스 토너먼트인 "프랭클린 템플턴 클래식"을 후원하고 있다.

## 뮤추얼 펀드
프랭클린템플턴은 100여 종의 개방형 뮤추얼 펀드(open-ended funds)를 판매하고 있으며, 7종의 폐쇄형 펀드를 판매하고 있다. 이 중에는 36여 종의 주(state) / 연방(federal) 면세(tax free) 인컴 펀드도 포함된다. 이런 부류의 펀드는 프랭클린 사가 개척한 바 있다.
펀드 중에서 눈에 띄는 펀드는, 세계 최대의 에쿼티 펀드(주식형 펀드)인 "템플턴 그로스 펀드" (1954년 공개, 295억$ 자산) 및 "뮤추얼 섀어즈 펀드" (1949년 공개, 79억$ 자산), "뮤추얼 디스커버리 펀드"(1992년, 76억$ 자산), "템플턴 그로스 (유로) 펀드 A (acc)" (61억$ 자산) 등이다.
"프랭클린 인컴 펀드"(FKINX, 336억$ 자산)은 모닝스타(Morningstar)의 "안정형 자산 배분"(conservative allocation) 부류에 속하는 펀드로서 "대형/가치"(large/value) 스타일의 펀드이다. 이 펀드는 1948년 시작되었고, 60년간 중단 없이 배당을 하고 있다. 프랭클린 인컴 펀드는 주로 배당 위주 주식과 채권(2%)로 이루어져 있다.

## 이슈
2004년, 프랭클린템플턴은 캘리포니아주, 매사추세츠주 및 미국 증권관리위원회에 2천만 미국 달러의 벌금을 물었다. 중개 수수료를 불법적으로 사용했다는 혐의, 경쟁 펀드보다 프랭클린 펀드를 더욱 추천하도록 중개업자들에게 불법적인 자금을 펀드 자산에서 빼내 제공하였다는 내용의 소송에서 합의를 보기 위한 것이었다. 2006년 9월 합의금의 지급 계획이 확정되었다.